# Irissarry
Irissarry (baskisch: Irisarri) ist eine Gemeinde im französischen Baskenland mit 892 Einwohnern (Stand: 1. Januar 2022) im Département Pyrénées-Atlantiques in der Region Nouvelle-Aquitaine. Sie gehört zum Arrondissement Bayonne und zum Kanton Pays de Bidache, Amikuze et Ostibarre (bis 2015: Kanton Iholdy). Die Einwohner werden Irisartar genannt.

## Geografie
Irissarry liegt etwa 35 Kilometer südöstlich von Bayonne im Süden der historischen Provinz Basse-Navarre in den westlichen Pyrenäen am Fluss Lakako Erreka. Umgeben wird Irissarry von den Nachbargemeinden Hélette im Norden, Iholdy im Osten und Nordosten, Suhescun im Südosten, Jaxu im Süden und Südosten sowie Ossès im Westen und Südwesten.

## Einwohnerentwicklung
| Jahr                      | 1962 | 1968 | 1975 | 1982 | 1990 | 1999 | 2006 | 2013 |
| Einwohner                 | 827  | 749  | 761  | 756  | 751  | 728  | 814  | 866  |
| Quelle: Cassini und INSEE |      |      |      |      |      |      |      |      |

## Sehenswürdigkeiten
- Kirche Saint-Jean-Baptiste
- Komtur des Johanniterordens aus dem 12. Jahrhundert

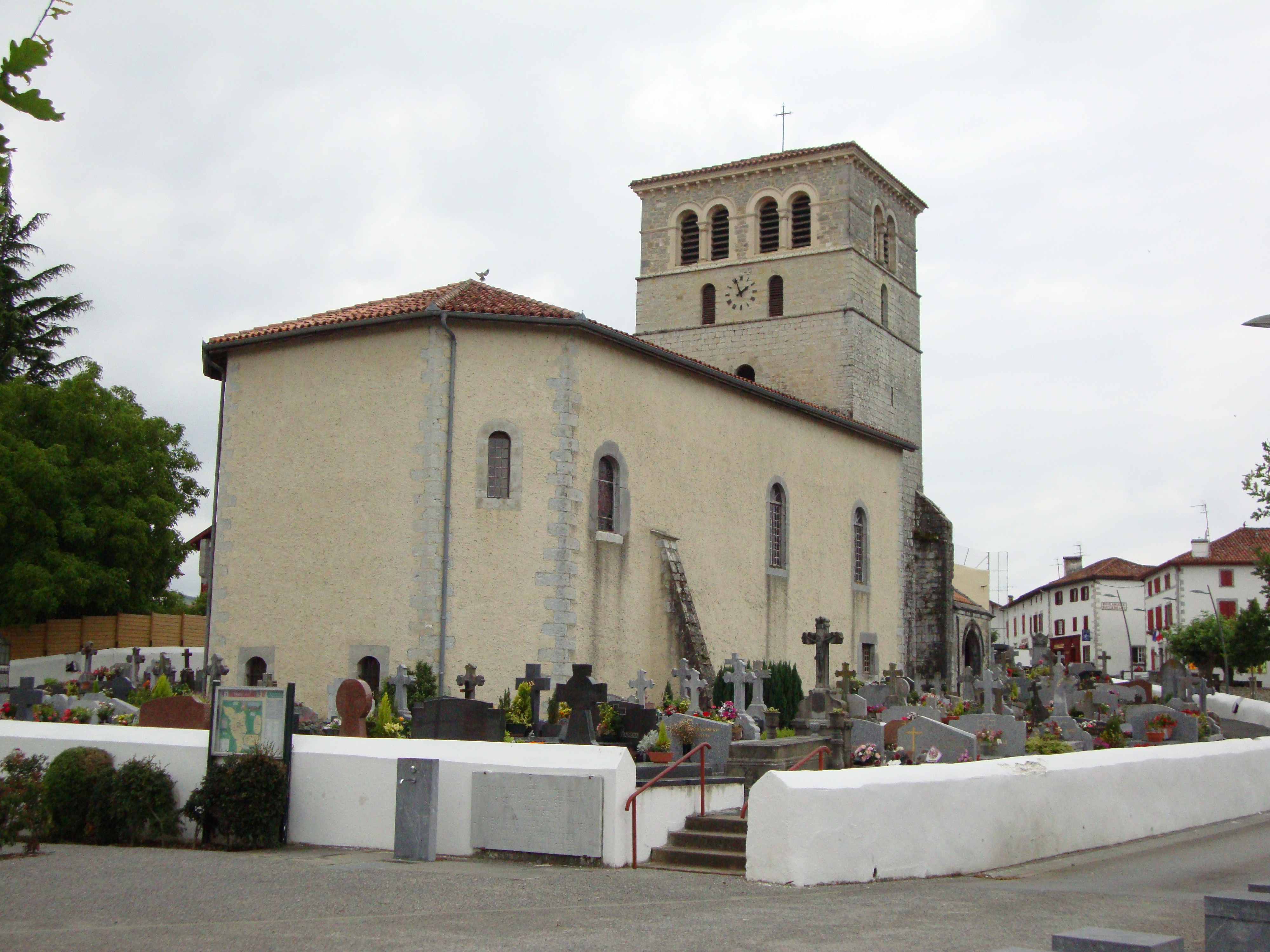
Kirche Saint-Jean-Baptiste
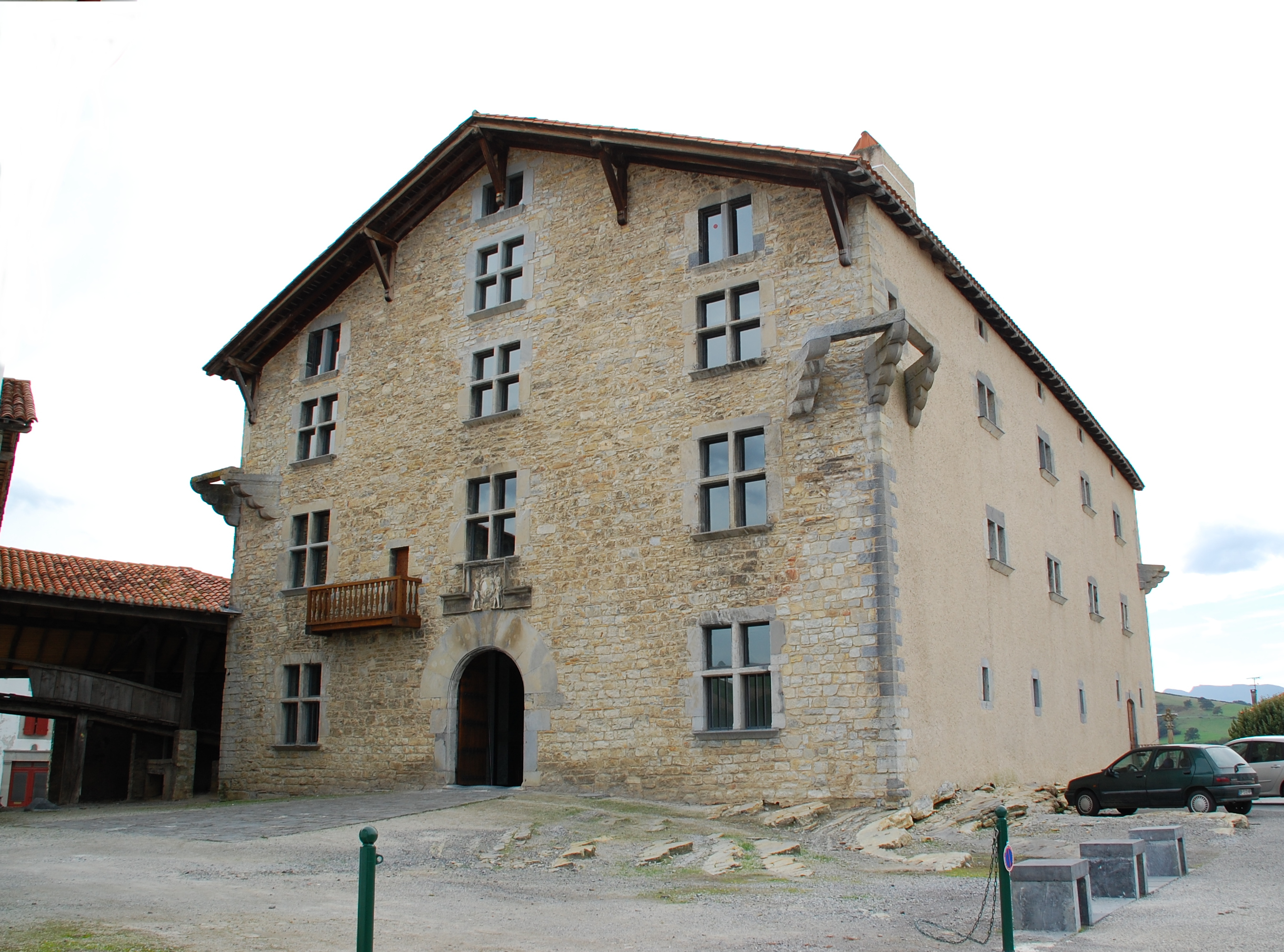
Komtur des Johanniterordens